# Stefan Adamsson
Per Stefan Erik Adamsson, född 3 januari 1978 i Skövde, Skaraborgs län, är en svensk cyklist. Han var professionell cyklist åren 2001–2006. Stefan Adamsson är son till Anders Adamson.

## Karriär
Stefan Adamsson vann de svenska mästerskapen 2000. Samma år blev han också tvåa i Europamästerskapen och tog en niondeplats på världsmästerskapen.
Han kontrakterades av Team Coast 2001 och körde för dem till och med lagets konkurs 2003. Under säsongerna 2004 och 2005 tävlade han för Barloworld innan han gick vidare till CT Milram 2006.

## Proffsstall
- 2001 Team Coast
- 2002 Team Coast
- 2003 Team Coast/Team Bianchi
- 2004 Team Barloworld-Androni Gioccatoli
- 2005 Team Barloworld-Valsir
- 2006 CT Milram

## Meriter
- 2000 Svensk mästare i linjelopp, silver på EM, niondeplats på VM.
- 2002 Svensk mästare i linjelopp.
- 2004 Fyra på Grand Prix de Fourmies, tvåa på tredje etappen i Tour de Luxembourg.